# Romain Pitau
Romain Pitau (Douai, Francia; 8 de agosto de 1977) es un ex futbolista y entrenador francés. Jugaba de centrocampista y actualmente está libre tras dejar el Montpellier HSC de la Ligue 1.

## Trayectoria
Comenzó su carrera profesional en el RC Lens en 1997. Al no ser incluido en los planes del entrenador firmó la temporada siguiente com el US Créteil del Championnat National. Después de tres temporadas con el club de París y ascender a la Ligue 2, firmó con el OGC Niza, con quien jugó en la Ligue 1 en la temporada 2001. En 2004, se unió al FC Sochaux, donde pasó el mejor momento de su carrera. En 2009, firmó un acuerdo con el Montpellier recién ascendido a la Ligue 1.

## Clubes
| Club            | País    | Temporadas  |
| --------------- | ------- | ----------- |
| RC Lens         | Francia | 1997 - 1998 |
| US Créteil      | Francia | 1998 - 2001 |
| OGC Niza        | Francia | 2001 - 2004 |
| FC Sochaux      | Francia | 2004 - 2009 |
| Montpellier HSC | Francia | 2009 - 2013 |

## Palmarés

### Campeonatos nacionales
| Título          | Club            | País    | Año     |
| --------------- | --------------- | ------- | ------- |
| Copa de Francia | FC Sochaux      | Francia | 2007    |
| Ligue 1         | Montpellier HSC | Francia | 2011-12 |

- Datos: Q2213222
- Multimedia: Romain Pitau / Q2213222